# New Rockford
New Rockford ist eine Stadt im Eddy County im Bundesstaat North Dakota in den Vereinigten Staaten. Die Gesamtfläche der Stadt beträgt 1,5 Quadratmeilen, etwa 4 km². 1883 wurde New Rockford gegründet. Im Jahr 2010 hatte die Stadt 1930 etwa 2.200 Einwohner, im Jahr 2020 erfasste der US-Census deren 1.361.

## Söhne und Töchter der Stadt
- James Frederick Buchli (* 1945), ehemaliger Astronaut
- James D. Thornton (* 1953), Komponist, Euphoniumspieler und Musikpädagoge